# Krzysztof Dyrek
Krzysztof Dyrek (ur. 7 listopada 1957 w Balicach) – doktor teologii, prowincjał Prowincji Polski Południowej Towarzystwa Jezusowego (SJ) w latach 2002–2008.

## Życiorys
Do Towarzystwa Jezusowego wstąpił w Starej Wsi w 1972. W latach 1978–1980 studiował filozofię w Krakowie, w latach 1980–1983 teologię w Warszawie. Święcenia kapłańskie przyjął 31 lipca 1983 w Nowym Sączu. W 1988 uzyskał licencjat z psychologii w Papieskim Uniwersytecie Gregoriańskim w Rzymie, doktorat z teologii duchowości w 1998 na ATK w Warszawie. W latach 1989–1997 był ojcem duchownym scholastyków w Krakowie, w latach 1998–2002 magistrem nowicjatu w Starej Wsi.

## Wybrane publikacje
- Formacja ludzka do kapłaństwa, Kraków, 1999.
- Kierownictwo duchowe a psychologia, Homo Dei 62 (1993) 3, s. 16–27.
- Poznanie siebie warunkiem dojrzałego przeżywania powołania, Życie Duchowe 1 (1994) 0, s. 87–97